# S!おなじみ操作
S!おなじみ操作（えす!おなじみそうさ）は、ソフトバンクモバイルが提供するサービスで、メニュー画面を他キャリアやボーダフォン時代の機種のメニュー画面にカスタマイズできる機能である。旧名称は、「おなじみ操作」。

## 概要
メニュー画面カスタマイズ機能の1つであるが、他のキャリアの端末機のメニュー画面にもカスタマイズできるのが大きな特徴である。番号ポータビリティ等で他キャリアからソフトバンクへ乗り換えたユーザーを見越してSoftBank 911SHの発売とともに開始された。
なお、2009年10月31日をもってサービス終了し、設定ファイルを新たにダウンロードすることはできなくなる。
ただし、サービス終了後も、すでにファイルをダウンロード済みの端末で使用を続けることは可能である。

## 対応機種
- SoftBank 810P
- SoftBank 812SH
- SoftBank 813SH
- SoftBank 911SH
- SoftBank 912SH
- SoftBank 820P
- SoftBank 821P
- SoftBank 822P
- SoftBank 823P

および、それ以降に発売された機種（一部除く）